# 名古屋市立志段味中学校
名古屋市立志段味中学校（なごやしりつ しだみちゅうがっこう）は、愛知県名古屋市守山区下志段味1丁目の公立中学校。

## 沿革
- 1947年（昭和22年）4月 - 志段味村立志段味中学校として設立[1]。
- 1954年（昭和29年）6月 - 合併に伴い、守山市立志段味中学校と改称[1]。
- 1963年（昭和38年）2月 - 合併に伴い、名古屋市立志段味中学校と改称[1]。
- 2007年（平成19年）4月1日 - 名古屋市立吉根小学校設置に伴い、同学区を通学区域に編入する[2]。
- 2015年（平成27年）4月 - 名古屋市立吉根中学校を分離[3]。

### 生徒数の変遷
『愛知県小中学校誌』（2018年）によると、生徒数の変遷は以下の通りである。
| 1947年（昭和22年） | 113人 |  |
| 1957年（昭和32年） | 243人 |  |
| 1967年（昭和42年） | 232人 |  |
| 1977年（昭和52年） | 505人 |  |
| 1987年（昭和62年） | 789人 |  |
| 1997年（平成9年）  | 485人 |  |
| 2007年（平成19年） | 494人 |  |
| 2017年（平成29年） | 480人 |  |

## 部活動
- 野球部[1]
- サッカー部[1]
- 卓球部[1]
- 水泳部[1]
- バスケットボール部[1]
- ソフトテニス部（女子のみ）[1]
- バレーボール部（女子のみ）[1]
- 音楽部[1]
- 美術部[1]
- 柔道部
- 手芸部

## 通学区域
- 名古屋市立下志段味小学校および名古屋市立志段味東小学校、名古屋市立上志段味小学校学区がその通学区域となっている[5]。

## 著名な出身者
- 水野宗徳（放送作家・脚本家・小説家）
- 山口博司（医工学研究者）
- 野田るみ（政治家）
- 北野よしはる（政治家）
- 鎌倉安男（元名古屋市議会議員）
- 川本大幽（書道家）
- たにかわコウ（俳優・演出家・プロデューサー）
- 新川五朗（役者・タレント・俳優）
- 志村宰